# Neumichtis
Genre
Neumichtis est un genre de lépidoptères (papillons) de la famille des Noctuidae. Ses espèces sont originaires d'Australie.

## Liste des espèces
Selon FUNET Tree of Life (6 mars 2020) :
- Neumichtis spumigera (Guenée, 1852)
- Neumichtis saliaris (Guenée, 1852)
- Neumichtis mesophaea (Hampson, 1906)
- Neumichtis expulsa (Guenée, 1852)
- Neumichtis archephanes Turner, 1920
- Neumichtis iorrhoa (Meyrick, 1902)
- Neumichtis signata (Lower, 1905)
- Neumichtis adamantina (Turner, 1906)
- Neumichtis prolifera (Walker, 1856)
- Neumichtis nigerrima (Guenée, 1852)
- Neumichtis sepultrix (Guenée, 1852)
- Neumichtis callisina (Turner, 1902)